# Bo Ericson
Bo Ericson   (Göteborg, 28 de gener de 1919 - Karlstad, 14 de febrer de 1970) va ser un atleta suec, especialista en el llançament de martell, que va competir durant les dècades de 1940 i 1950.
El 1948 va prendre part en els Jocs Olímpics de Londres, on fou sisè en la prova del llançament de martell del programa d'atletisme.
En el seu palmarès destaquen una medalla d'or en la prova del llançament de martell al Campionat d'Europa d'atletisme de 1946, i deu campionats nacionals entre 1941 i 1951. Durant la seva carrera va batre el rècord nacional suec de martell en dues ocasions, deixant-lo en 57,19 metres el 1947. Aquest rècord fou vigent fins al 1955.

## Millors marques
- llançament de martell. 57,19 metres (1947)[1][5]